# Влодек, Мацей
Ма́цей Вло́дек из Германовки (пол. Maciej Włodek; ум. между 1 июня 1569 и 20 декабря 1570) — польский магнат, военный и государственный деятель Королевства Польского. Зять ротмистра и хорунжего каменецкого Анджея Потоцкого.

## Биография
Представитель польского дворянского рода Влодеков герба «Правдзиц», происходившего из Русского воеводства. Даты жизни неизвестны.
Профессиональный военный, в 1526 году он стал капитаном местной оборонительной кавалерии. В качестве знаменного командира служил в коронной армии до 1547 года. В 1531 году принимал участие в походе гетмана Яна Тарновского на Покутье, против молдавского господара Петра Рареша. Он участвовал в битве при Обертыне (22 августа 1531 года). В этом походе его гусарское знамя состояло из 186 лошадей, а в роту капитана входило 30 кавалеристов. Во время битвы при Обертине знамя Влодека сражалось во вспомогательном отряде полевой гвардии Николая Сенявского.
После Молдавской экспедиции был назначен хорунжим галицким и каменецким. Он приобрел значительные богатства, владел замком, 3 городами и 51 селом, большая часть которых находилась на Подолье. 1 февраля 1538 года во время битвы на реке Серет, в которой местные силы обороны под командованием Сенявского и Тенчинского потерпели поражение в столкновении с молдавской армией, он попал в плен. В 1542 году он занял должность генерального старосты подольского.
Во время нападения крымского «царевича» Имин Солтана на Подолье в сентябре 1549 года вместе со стражником польным коронным Александром СМенявским защищал линию Южного Буга. Группа польских войска под его командованием 5 сентября 1551 года посадила на молдавский господарский трон в Сучаве Александра Лэпушняну.
26 марта 1547 года король Сигизмунд II Август предоставил ему в наследственное владение Плоскиров (теперь Хмельницкий), Леснев (теперь Лезневое), Голышин (Олешин) с прилегающими, «над Богом в уезде Каменецким лежащими». При его содействии в 1566 году Плоскиров получил магдебургское право, перестраивался Плоскировский замок. Владел селом Белая (Каменецкий повет), 12 поселениями в Теребовельском повете (тогда занимал должность каменецкого старосты).
Согласно реестру Подольского воеводства 1563—1564 годов, был владельцем сел Бильче-Золотое, Бедриковцы, Добровляны, Городок, Иване-Золотое, Хмелева, Литячи, Беремяны, Дулибы, Поповцы, Григоровцы (теперь не существует (теперь Збруч, Каменец-Подольского района), Голенищево, Кулявы (видимо, Сосновка Ярмолинецкий район), во всех них были православные церкви.
Умер после 1 июня 1569 года, в «Инвентаре староства Каменецкого» 20 декабря 1570 года генеральным старостой назван Николай Потоцкий.

## Семья
Мацей Влодек был дважды женат. Его первой женой была Катажина Лаская, дочь воеводы серадзского Станислава Лаского и Беаты Одровонж. Дети от первого брака:
- Станислав Влодек (+ 1615) воевода белзский с 1590 года, каштелян каменецкий и львовский

Его второй женой стала Анна Сверщ, дочери подкомория каменецкого Анджея Сверща из Новодвора, приданым которой была Черно-Островская волость.